# Зигфрид Бернфелд
Зигфрид Бернфелд (на немски: Siegfried Bernfeld) е австрийски психолог, психоаналитик и учител.

## Биография
Роден е на 7 май 1892 година в Лвов, Украйна. През 1915 г. завършва философското си образование от Виенския университет, където изучава и психоанализа, биология и социология.
Докато е още студент се включва в психоаналитичното движение и по-късно става важен член на Виенското психоаналитично общество. От 1925 до 1932 работи в Берлинския психоаналитичен институт. Впоследствие се връща във Виена и поради заплахата от нацизма отива в изгнание в Мантон на Френската Ривиера, където остава до 1936 г. След това емигрира в Съединените щати, където работи като учител в Сан Франциско.
Умира на 2 април 1953 година на 60-годишна възраст.

## Научна дейност
Бернфелд е запомнен с изследването си относно осигуряването на връзка между психоанализата и теорията на обучението. Интересува се от ролята на обучението и как тя е свързана с последици като социална промяна и социално неравенство. Той е ранен защитник на фройдомарксизма и развива теории, свързващи психоанализата със социализма.
Сред неговите работи е влиятелната книга по детска психология наречена „Психология на детето“ (на немски: Psychologie des Säuglings) и работата му от 1925 г. върху теория на обучението озаглавена „Sisyphos“, в която Бернфийлд се застъпва за неавторитарна образователна система, чието ударение пада върху важността на инстинктивния живот и нуждите на студента. Публикува също и книга свързана с психоаналитичната интерпретация на име "Der Begriff der „Deutung“ in der Psychoanalyse", където обяснява връзката на психоанализата с научните принципи. По-късно в своята кариера той публикува редица статии за ранната научна работа на Зигмунд Фройд.